# Pont de Defeche
Le pont de Defeche ou Defecha est un pont situé aux environs de Gondar, en région Amhara, en Éthiopie, à l'est en contrebas de l'église Debré Berhan Sélassié. Il traverse la rivière Gilgel Megech. Il a une longueur totale de 36 mètres et compte 4 arches. Il a vraisemblablement été construit au début du XVIIe siècle, peut-être à l'initiative de l'empereur Fasilides. Les restes d'un petit édifice, peut-être destiné à la garde, subsistent du côté sud-est du pont.